# Arquidiócesis de Shillong
La arquidiócesis de Shillong (en latín: Archidioecesis Shillongensis y en inglés: Roman Catholic Archdiocese of Shillong) es una circunscripción eclesiástica de la Iglesia católica en India. Se trata de una arquidiócesis latina, sede metropolitana de la provincia eclesiástica de Shillong. Desde el 28 de diciembre de 2020 su arzobispo es Victor Lyngdoh.

## Territorio y organización
La arquidiócesis tiene 5196 km² y extiende su jurisdicción sobre los fieles católicos de rito latino residentes en el estado de Meghalaya, en los distritos de Ri Bhoi y East Khasi Hills.
La sede de la arquidiócesis se encuentra en la ciudad de Shillong, en donde se halla la Catedral de María Auxiliadora.
La arquidiócesis tiene como sufragáneas a las diócesis de: Agartala, Aizawl, Jowai, Nongstoin y Tura.
En 2020 en la arquidiócesis existían 35 parroquias.

## Historia
La prefectura apostólica de Asam fue erigida el 13 de diciembre de 1889, obteniendo el territorio de las diócesis de Krishnagar y Daca (hoy arquidiócesis de Daca). Originalmente la prefectura apostólica incluía Asam. Bután y Manipur.
La misión fue confiada a los salvatorianos alemanes. Pero al comienzo de la Primera Guerra Mundial los misioneros tuvieron que regresar a Europa y la prefectura apostólica fue confiada primero a los jesuitas de Calcuta y luego a los salesianos.
El 9 de julio de 1934, en virtud de la bula Uberius ac felicius del papa Pío XI la prefectura apostólica fue elevada a diócesis y tomó el nombre de diócesis de Shillong. Originalmente era sufragánea de la arquidiócesis de Calcuta.
El 12 de julio de 1951 cedió una porción de su territorio para la erección de la diócesis de Dibrugarh mediante la bula Ad christianam plebem del papa Pío XII.
El 16 de enero de 1964 cedió una porción de su territorio para la erección de la diócesis de Tezpur mediante la bula Fidei catholicae del papa Pablo VI.
El 26 de junio de 1969, en virtud de la bula Christi sponsa del papa Pablo VI, la diócesis fue elevada al rango de arquidiócesis metropolitana y asumió el nombre de arquidiócesis de Gauhati-Shillong tras el traslado de la catedral a Guwahati (o Gauhati).
El 22 de enero de 1970, como consecuencia del decreto Cum Excellentissimus de la Congregación para la Evangelización de los Pueblos, asumió el nombre de arquidiócesis de Shillong-Gauhati, debido al traslado simultáneo de la catedral a Shillong.
El 1 de marzo de 1973 cedió una porción de su territorio para la erección de la diócesis de Tura mediante la bula Romani Pontifices del papa Pablo VI.
El 5 de diciembre de 1983 cedió una porción de su territorio para la erección de la diócesis de Diphu mediante la bula Ut per aptam del papa Juan Pablo II.
El 30 de marzo de 1992 la arquidiócesis se dividió, dando lugar a la diócesis de Guwahati (hoy arquidiócesis de Guwahati) y la actual arquidiócesis, que adoptó su nombre actual, mediante la bula Opitulante quidem del papa Juan Pablo II.
El 28 de enero de 2006 cedió otras porciones de territorio para la erección por el papa Benedicto XVI de las diócesis de Nongstoin (mediante la bula Cum ad aeternam) y Jowai (mediante la bula Vigili cum cura).

## Estadísticas
Según el Anuario Pontificio 2021 la arquidiócesis tenía a fines de 2020 un total de 331 908 fieles bautizados.
| Año                                                                             | Población            | Población | Población      | Sacerdotes | Sacerdotes    | Sacerdotes    | Bautizados por sacerdote | Diáconos permanentes | Religiosos | Religiosos | Parroquias |
| Año                                                                             | Bautizados católicos | Total     | % de católicos | Total      | Clero secular | Clero regular | Bautizados por sacerdote | Diáconos permanentes | Varones    | Mujeres    | Parroquias |
| ------------------------------------------------------------------------------- | -------------------- | --------- | -------------- | ---------- | ------------- | ------------- | ------------------------ | -------------------- | ---------- | ---------- | ---------- |
| 1950                                                                            | 84 586               | 7 100 000 | 1.2            | 55         |               | 55            | 1537                     |                      | 53         | 104        | 17         |
| 1970                                                                            | 122 169              | 2 500 000 | 4.9            | 81         | 12            | 69            | 1508                     |                      | 155        | 227        | 19         |
| 1980                                                                            | 138 077              | 1 884 344 | 7.3            | 110        | 25            | 85            | 1255                     |                      | 243        | 318        | 29         |
| 1990                                                                            | 218 920              | 2 728 364 | 8.0            | 142        | 38            | 104           | 1541                     |                      | 220        | 412        | 29         |
| 1999                                                                            | 323 414              | 1 329 204 | 24.3           | 149        | 55            | 94            | 2170                     |                      | 247        | 471        | 33         |
| 2000                                                                            | 335 066              | 1 357 118 | 24.7           | 150        | 55            | 95            | 2233                     |                      | 251        | 454        | 36         |
| 2001                                                                            | 351 213              | 1 443 596 | 24.3           | 150        | 55            | 95            | 2341                     |                      | 220        | 454        | 37         |
| 2002                                                                            | 364 960              | 1 493 746 | 24.4           | 161        | 53            | 108           | 2266                     |                      | 318        | 461        | 38         |
| 2003                                                                            | 380 995              | 1 555 346 | 24.5           | 164        | 54            | 110           | 2323                     |                      | 333        | 479        | 41         |
| 2004                                                                            | 386 758              | 1 668 306 | 23.2           | 169        | 55            | 114           | 2288                     |                      | 290        | 504        | 44         |
| 2006                                                                            | 364 960              | 1 493 746 | 24.4           | 163        | 55            | 108           | 2239                     |                      | 37         | 454        | 38         |
| 2006                                                                            | 230 150              | 886 794   | 26.0           | 128        | 41            | 87            | 1798                     |                      | 32         | 353        | 22         |
| 2010                                                                            | 271 000              | 1 093 000 | 24.8           | 152        | 52            | 100           | 1782                     |                      | 396        | 442        | 31         |
| 2014                                                                            | 280 182              | 1 125 000 | 24.9           | 167        | 61            | 106           | 1677                     |                      | 450        | 522        | 34         |
| 2017                                                                            | 312 326              | 1 170 000 | 26.7           | 172        | 66            | 106           | 1815                     |                      | 204        | 542        | 35         |
| 2020                                                                            | 331 908              | 1 207 300 | 27.5           | 186        | 62            | 124           | 1784                     |                      | 226        | 542        | 35         |
| Fuente: Catholic-Hierarchy, que a su vez toma los datos del Anuario Pontificio. |                      |           |                |            |               |               |                          |                      |            |            |            |

## Episcopologio
- Otto Hopfenmüller, S.D.S. † (13 de diciembre de 1889-21 de agosto de 1890 falleció)[14]
- Angelus Münzloher, S.D.S. † (1890-1906 renunció)
- Cristopherus Becker, S.D.S. † (1906-1921 renunció)
- Louis Mathias, S.D.B. † (15 de diciembre de 1922-25 de marzo de 1935 nombrado arzobispo de Madrás)
- Stefano Ferrando, S.D.B. † (26 de noviembre de 1935-26 de junio de 1969 renunció)[nota 4]
- Hubert D'Rosario, S.D.B. † (26 de junio de 1969-30 de agosto de 1994 falleció)
- Tarcisius Resto Phanrang, S.D.B. † (2 de agosto de 1995-5 de mayo de 1999 falleció)
- Dominic Jala, S.D.B. † (22 de diciembre de 1999-10 de octubre de 2019 falleció)
- Victor Lyngdoh, desde el 28 de diciembre de 2020